# 34215 Stutigarg
34215 Stutigarg este o planetă minoră (asteroid), cu un diametru de 3,346 km, din centura de asteroizi. A fost descoperită pe 24 august 2000 la Experimental Test Site⁠(d) de Lincoln Near-Earth Asteroid Research. 
Obiectul prezintă o orbită caracterizată de o semiaxă mare de 2,5706363 UAi, o excentricitate de 0,11, o înclinație de 2,59066 ° în raport cu ecliptica.